# Carlos Eduardo Prates
Carlos Eduardo Prates (Belo Horizonte, 9 de setembro de 1934 — Belo Horizonte, 28 de outubro de 2013) foi um maestro brasileiro. 
Pertence à geração de músicos formados por Hans-Joachim Koellreutter. Ainda jovem, estudou piano com Hiram Amarante, em Belo Horizonte; violoncelo com Walter Smetak (suíço), na Bahia; e canto com Hylde Sinek (austríaca), no Rio de Janeiro. 
Na Europa, teve o privilégio de estudar com mestres como Herbert von Karajan, Ahlendorf, Carl Ueter e Franco Ferrara. Em Berlim exerceu o cargo de general musikdirektor no Theater Des Westens e, em seguida, regente convidado do Theater An Der Wien. 
No Brasil, foi regente titular da Orquestra Sinfônica Nacional da Rádio MEC, do Coral da Rádio MEC, membro do Conselho Estadual de Cultura do Rio de Janeiro e colaborador do Projeto Minerva Cultural.

## Biografia
Mineiro de Belo Horizonte, formou-se na classe do professor Hans-Joachim Koellreutter e, por destacar-se nos estudos, obteve bolsa para estudar na Alemanha com mestres como Herbert von Karajan,
Ahlendorf, Ueter, Fritz Neumeyer, Wolfgang Fortner, Franco Ferrara, Jean Fournet, Igor Markevitch, Francis Trevis, Bruno Maderna e Ines Leuwen (canto).
Em sua estréia em Berlim, regeu a RIAS-Symphonie-Orchester, tendo no programa a 8ª Sinfonia de Beethoven, Le Tombeau de Couperin de Ravel e o Concerto para Violino de Mendelssohn, com o violinista Andreas Rohn, e acompanhou a cantora Jessye Norman, também estreante na época, em árias de óperas diversas.
Artista versátil e vivamente interessado em todas as manifestações artísticas, dominou os mais contrastantes estilos, desde a música sinfônica e lírica (óperas, operetas, musicais) aos balés clássicos e modernos, além de ser acompanhador de solistas instrumentais e vocais. 
Em 1976 fundou no Rio de Janeiro, juntamente com Haydée Ulhôa Cintra, o COSIJ - Centro Coral Sinfônico Infanto-Juvenil do Rio de Janeiro. Este projeto, um dos pioneiros no Brasil visando a formação de orquestras jovens, chegou a constituir uma orquestra de 60 músicos que, em sua maioria, se tornaram profissionais de várias orquestras da atualidade, além de outros que seguiram na regência, na composição e na musicologia. As atividades do COSIJ prosseguiram até 1979, quando o regente assumiu o trabalho orquestral em Minas Gerais.
Sua técnica gestual e personalidade singular sempre lhe renderam elogios da crítica, tanto no Brasil quanto na Alemanha, França, Itália, Suíça, Portugal, Áustria e Tchecoslováquia, entre outros.
Prates foi, durante o governo de Tancredo Neves, Regente Titular do Centro de Produção Lírica do Palácio das Artes de Belo Horizonte, onde realizou fantásticas montagens de óperas como Viúva Alegre, Carmen, Butterfly, sinfonias diversas e concertos didáticos em praça pública, principalmente para o público infanto-juvenil. Nessa ocasião, regeu a Sinfonia n.º 9 (Beethoven), em primeira audição no Estado de Minas Gerais. Regeu também a Paixão Segundo São Mateus de Bach, versão integral, no Teatro Municipal do Rio de Janeiro, traduzida para a língua portuguesa por ele mesmo em conjunto com Haydée Cyntra.
Sua única filha Tania Prates-Rein, nascida em Berlin, é cantora, atriz e professora, realiza profunda pesquisa sobre a obra do pai, juntamente com o regente e violinista alemão Michael Rein, seu marido e parceiro artístico. 

## Prêmios
Carlos Eduardo Prates ganhou dois primeiros prêmios em concursos internacionais de Regência: na América do Sul, em São Paulo, 1963 e na Europa, em Firenze, 1966.

## Pessoais
Sua esposa, a jornalista Haydée Ulhôa Cintra, sempre foi sua empresária musical.